# 布莱讷
布莱讷（法語：Blennes，法語發音：[blɛn] ⓘ）是法国塞纳-马恩省的一个市镇，属于普罗万区。

## 地理
布莱讷（48°15'28"N, 3°1'25"E）面积20.29 平方千米，位于法国法蘭西島大區塞纳-马恩省，该省份为法国北部内陆省份，北起瓦兹省，西接埃松省、马恩河谷省、塞纳-圣但尼省和瓦兹河谷省，南至卢瓦雷省，东南接约讷省，东临马恩省和奥布省，东北接埃纳省。
与布莱讷接壤的市镇（或旧市镇、城区）包括：瓦勒里、吕南河畔沃、谢鲁瓦、维勒蒂耶里、舍夫里昂瑟雷讷、迪扬。

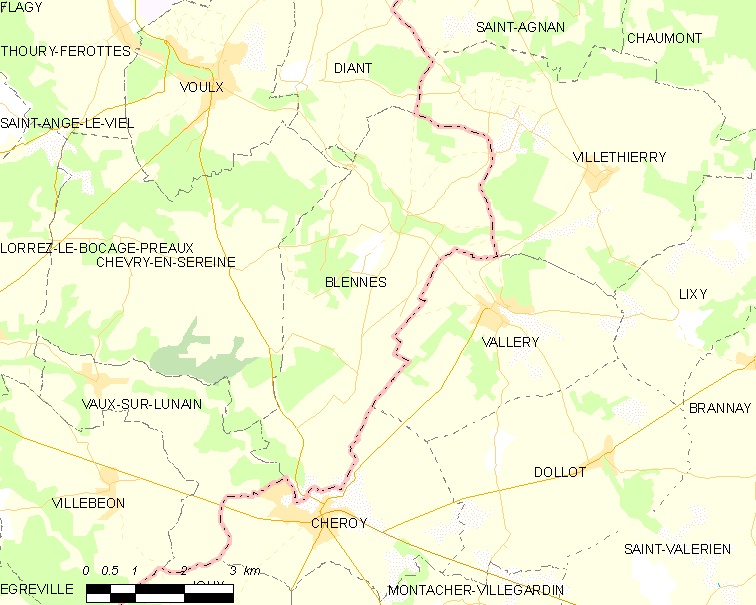
布莱讷的OSM定位图

布莱讷的时区为UTC+01:00、UTC+02:00（夏令时）。

## 行政
布莱讷的邮政编码为77940，INSEE市镇编码为77035。

## 政治
布莱讷所属的省级选区为讷穆尔县。

## 人口

1962-2008年间布莱讷人口变化图示

布莱讷于2022年1月1日时的人口数量为546人。